# Криворазбраната цивилизация (телевизионен мюзикъл)
„Криворазбраната цивилизация“ е телевизионен мюзикъл, постановка на Българската национална телевизия от 1974 година по едноименната класическа пиеса „Криворазбраната цивилизация“ на Добри Войников.
Режисьор на продукцията е Хачо Бояджиев, музиката е композирана от Дечо Таралежков. Главните роли се изпълняват от Георги Парцалев, Георги Калоянчев, Ружа Делчева, Никола Анастасов, Лора Керанова и Зорка Димитрова.
Това е вероятно най-популярната адаптация на късно-възрожденската пиеса на Войников. Великолепната сценография, незабравимата музика и точно подбраният актьорски състав превръщат произведението във водеща творба в жанра на мюзикъла и телевизионните постановки.

## В ролите
| Актьор             | Роля                                                   |
| ------------------ | ------------------------------------------------------ |
| Георги Парцалев    | Хаджи Коста - дюкянджия, еснаф, главата на семейството |
| Ружа Делчева       | Мадам Злата – съпруга на Хаджи Коста                   |
| Зорка Димитрова    | Анка – дъщеря на Хаджи Коста и Мадам Злата             |
| Георги Калоянчев   | Маргариди – ухажор на Анка, сноб, чуждопоклонник       |
| Никола Анастасов   | Димитраки – брат на Анка                               |
| Лора Керанова      | Баба Стойна – сватовница                               |
| Илия Добрев        | Митю – срамежлив млад мъж, влюбен в Анка               |
| Мариана Аламанчева | Марийка – дружка на Анка                               |
| Васил Попов        | Георги – другар на Митю                                |
| Хиндо Касимов      | Пенчо – другар на Митю                                 |
| Коста Карагеоргиев | Райчо – слабоумен прислужник                           |
| Евстати Стратев    | Майстор Станю – баща на Митю                           |

Последният жив артист от филма Зорка Димитрова умира на 28 октомври 2021 г.